# Les Quarante martyrs de Sébaste

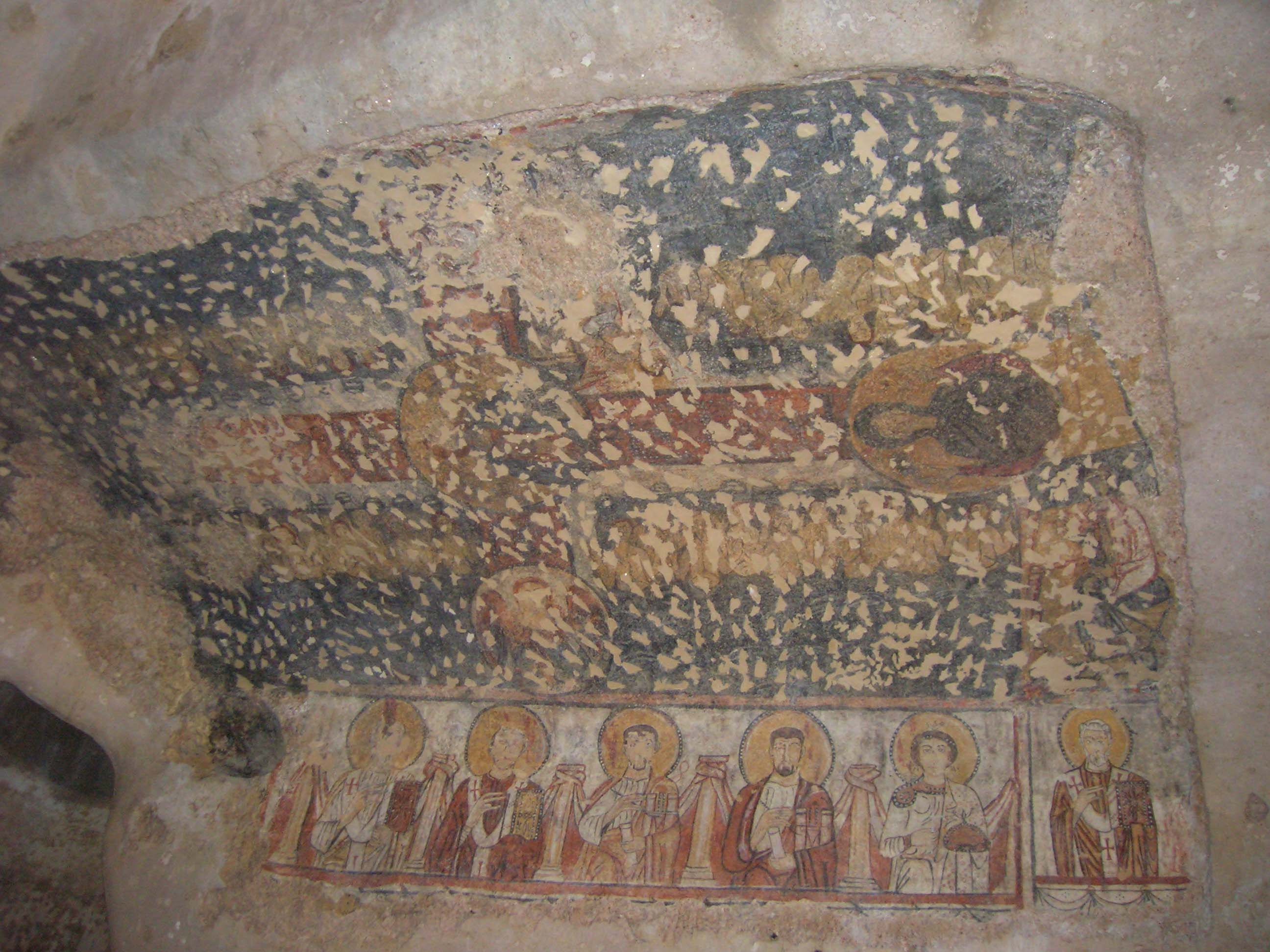
La fresque des Quarante martyrs de Sébaste, catacombe de Santa Lucia, Syracuse.

La fresque des Quarante Martyrs de Sébaste qui retrace l'histoire des quarante martyrs de Sébaste, est située dans l'oratoire A de la catacombe de Santa Lucia de Syracuse. Elle a été retrouvée par l'archéologue Paolo Orsi dans un état de conservation très largement dégradé. Les travaux de restauration menés en 2006 ont permis de retrouver l'histoire racontée, l'éclat des couleurs d'origine et certaines caractéristiques depuis longtemps effacées. 
Cette fresque est composée de deux parties. La première, située sur le flanc Est de l’oratoire, montre six saints tous auréolés et séparés les uns des autres par des colonnes. La seconde, située sur le plafond, représente le martyre des soldats de Sébaste. 

## L’histoire des quarante martyrs
Le martyre est daté de 320. Son histoire est racontée dans les homélies de saint Grégoire de Nysse, de saint Basile et de saint Éphrem ; elle nous est également parvenue par l’intermédiaire de leur Testamentum. Le récit grec rapporte que l'empereur Licinius ordonna à son armée de sacrifier aux dieux. Quarante soldats de la légion campée à Sébaste refusèrent de trahir la foi de leur baptême. Ils furent conduits au supplice après quelques jours de prison. Le gouverneur fit exposer les soldats dans un étang glacé et demanda que la porte d’un bain chaud qui se tenait à proximité reste ouverte pour les tenter. L’un d’eux succomba à la tentation : il entra dans le bain et s’évapora sous le regard du gardien. Celui-ci aperçut alors une lumière brillante et trente-neuf diadèmes descendant du ciel. Convaincu du miracle il prit place aux côtés des martyrs. Le lendemain matin les martyrs respiraient encore. Le gouverneur leur fit briser les jambes et ordonna qu'on les jette au bûcher. Leurs corps furent brûlés et leurs ossements, jetés dans une rivière, se transformèrent miraculeusement en reliques. Selon la légende syriaque le gardien vit quarante et non pas trente-neuf couronnes portées par les archanges accompagnés du Christ. Elle attribue enfin ce martyre au règne de Dèce et non à celui de Licinus. La présence du Christ et des archanges sur la fresque étudiée la rapprocherait de la légende syriaque.

## La croix gemmée et la scène du martyre
La scène du martyre se déroule autour d’une grande croix rouge bordée de noir et décorée de fils de perles et de pierres précieuses.
La croix présente à sa tête et sur chacune de ses branches des figures inscrites dans un cercle. Au centre de la croix se trouve un médaillon avec le Christ nimbé. Son visage, ovale, porte une petite barbe en pointe. Il est représenté en buste, en position frontale, et tient de la main gauche les Évangiles sur lesquels se trouve l'inscription « Ego sum lux mundi »; il bénit de la main droite. Il présente un aspect à la fois noble et sévère et est vêtu d’une tunique rouge et d’une chlamyde bleu clair.
Les portraits de deux archanges aux ailes arquées se trouvent de part et d'autre de ce médaillon. Le personnage de gauche porte une tunique rouge décolletée et ornée de perles. Il porte de sa main droite un livre fermé orné de gemmes et de la gauche un disque bleu décoré en son centre une croix banche : il pourrait s’agir du globe.
Le médaillon situé en bas de la croix montre la Vierge en orante. Elle est représentée en buste. Sa tête, ceinte du nimbe et recouverte d’un voile, laisse échapper quelques mèches de ses longs cheveux. Ses yeux aux pupilles dilatées sont tournés vers le Christ auquel elle semble adresser une prière.
Le médaillon supérieur n'est plus visible. Tania Velmans pense qu’il montrait la représentation de la main divine. Marina Falla Castelfranchi pense en revanche qu’il s’agissait d’une représentation de saint Jean l’Evangéliste.
Les martyrs, immergés jusqu’aux hanches dans l’eau du lac gelé, sont répartis dans les quatre compartiments formés par les branches de la croix. Il s'agit en général de jeunes gens ; d’autres, moins nombreux, sont plus mûrs comme en témoignent les quelques barbes en pointe. L’épisode du soldat reniant sa foi pour profiter du bain chaud est également présent. On voit un édifice modeste et un personnage torse nu dont un des bras est encore engagé dans le vêtement qu’il enlève. Un autre personnage regarde du côté des martyrs et se dirige vers eux. C’est le gardien converti.
Deux figures restent énigmatiques. La première est située dans le cadre inférieur gauche, sous le disque de la Vierge. La seconde se trouve dans l’angle supérieur du second cadran, à droite du Rédempteur.
La première figure, qui plie légèrement la tête, est vêtue de la tunique talaris. Elle est assise sur une chaise pliante devant un pupitre et tient dans sa main gauche un volumen. Elle lève sa main droite en direction du pupitre comme pour s’engager dans un discours. Son visage et son regard ne sont pas tournés vers le Christ, la Vierge ou les martyrs mais dans le sens opposé, vers l’extérieur de la composition. Tania Velmans pense qu’il s’agit d’un personnage racontant la légende figurée plus loin. Carmelo Amato voit au contraire dans sa main gauche les clefs de la prison ou le rouleau de la condamnation et dans le geste de sa main droite le signe de son admiration devant le rayonnement des 39 couronnes suspendues dans l’air : il s’agirait du gardien. Paolo Orsi, se référant à une représentation analogue retrouvée sur une miniature du Mont Amiata, pense qu’il s’agit de la représentation d'un lecteur ou d'un écrivain et propose le nom de saint Jean, qui se trouverait ainsi aux côtés de Marie. Grazia Salvo rapproche ce personnage du Grégoire le Grand représenté sur une miniature du codex de la Règle Pascale des archives de Santa Maria Maggiore.
La seconde figure, très abîmée, est encore plus mystérieuse. Elle est penchée en avant et désigne de sa main gauche une sorte d’édifice sur lequel elle s’appuie de l’épaule droite.

## Le Christ de l'abside
Un fragment de peinture représentant une autre image du Christ Pantocrator fut retrouvé sur le plafond de l'abside de l'oratoire. Il ne reste que la partie supérieure du personnage. Ce qui semble être la main de Dieu surplombe le Christ. Celui-ci est entouré d'un nimbe orné d'une croix perlée; le visage est peu visible : on aperçoit le nez, une partie de l'œil droit, les sourcils, les moustaches et la barbe. Il porte une tunique rouge-orangée et une chlamyde banche qui le couvre de l'épaule gauche au flanc droit. Il bénit de la main droite et porte les Évangiles de la main gauche ; le livre est ouvert sur le verset de Jean, VIII, 12, comme il l'était pour le Rédempteur du centre de la fresque. Les lettres sont en grec comme toutes celles retrouvées sur la fresque.

## Les six saints
La deuxième partie de la fresque, située sur le haut de la façade sud-est de l’oratoire, montre six figures de saints à mi-buste alignées sur une même rangée. Ils sont séparés les uns des autres non par l’habituel encadrement à bâtons, caractéristique de la peinture byzantine, mais par des colonnes ornées de bases et de chapiteaux autour desquelles sont enroulés des festons. Cette organisation en partition, qui peut évoquer une organisation architectonique, trouve un écho évident dans les sarcophages siciliens.
Les personnages, tous dotés d’un nimbe perlé, étaient à l’origine accompagnés d’une dédicace présentant leur identité ; elles sont aujourd’hui illisibles. Deux de ces saints restent anonymes. Il s’agit de deux évêques, comme l’attestent leur pallium qui descend de profil sur leur poitrine et qui présente des croix sur chacun des pans. Le visage d’un de ces personnages a quasiment entièrement disparu mais quelques traces indiquent qu’il était barbu. Giuseppe Agnello pense que le second personnage, situé à côté de saint Marcien, pourrait être sainte Lucie. Les vêtements des deux anonymes sont identiques à ceux des autres personnages. Ils lèvent leur main droite en signe de bénédiction et tiennent de leur main gauche un volumen doté d’une couverture en cuir. On trouve également saint Marcien, que la tradition dit être le premier martyr et le premier évêque de Syracuse. Cette dignité est clairement exprimée par la présence du pallium tombant sur sa poitrine. Il lève sa main droite en signe de bénédiction et tient de sa main gauche un volumen, probablement les Évangiles. Une dalmatique recouvre sa tunique. Sainte Hélène, habillée d’une tunique blanche aux manches serrées à la manière des moines, porte sur l’épaule gauche un manteau de pourpre tacheté : il pourrait s’agir de la chlamyde impériale. Une agrafe perlée est cousue sur son vêtement, au niveau de l’épaule droite de la sainte. Elle lève sa main droite avec laquelle elle tient un bâton, peut-être une croix. Sa main gauche tient une couronne hémisphérique dont le cœur est clos par des perles. La présence de sainte Hélène peut être une allusion au premier concile œcuménique qui eut lieu à Nicée en 325 et lors duquel Constantin présenta sa mère ; elle peut aussi signifier le rôle significatif que l’impératrice tint dans la recherche et la découverte de la Sainte Croix à Jérusalem.
Les saints Côme et Damien portent la même tenue et présentent la même posture. Ils lèvent leur main droite en signe de bénédiction et tiennent de leur main gauche un rouleau, insigne de leur qualité de médecin. Ils présentent un visage allongé et maigre. Leur regard est dilaté. Une chlamyde descend sur leur tunique sillonnée par d’épais plis ; elle recouvre complètement leurs épaules. Toujours associés puisque frères et martyrisés ensemble le 27 septembre, ils témoignent également de l’influence orientale qui toucha la culture syracusaine et la société chrétienne de ce temps.
La fresque se termine sur une bordure de rideaux qui se prolongeait à l'origine bien plus bas comme le montre la restitution proposée par Grazia Salvo.

## Conclusion
Toutes les études portant sur cette fresque la datent de la fin du VIIIe siècle. Paolo Orsi fut le premier à avancer cette date, expliquant le terminus post quem par l'invasion et l'occupation arabe de Syracuse. Umberto Fasola soutient cette hypothèse et avance deux arguments. Le premier concerne la tenue du deuxième concile de Nicée (787). Celui-ci met fin à la lutte iconoclaste qui durait depuis 725 : la fresque ne peut lui être antérieure. Peindre une telle fresque dans l’oratoire aurait été un véritable acte de rébellion ; or, explique l’auteur, il n’existe aucun texte parlant de ce type de rébellion pour Syracuse. Le deuxième élément concerne le portrait du Rédempteur qui présente un certain nombre de similitudes avec celui retrouvé sur une mosaïque de la basilique de saint Ambroise de Milan, elle-même datée du IXe siècle. Umberto Fasola date donc la fresque entre 787 et 878. Grazia Salvo, s'appuyant sur la lecture de textes anciens et sur les caractéristiques stylistiques de la fresque, la date quant à elle du début du VIIIe siècle. 
L’oratoire « A » a donc été décoré et mis en valeur à la fin de l’époque byzantine. 

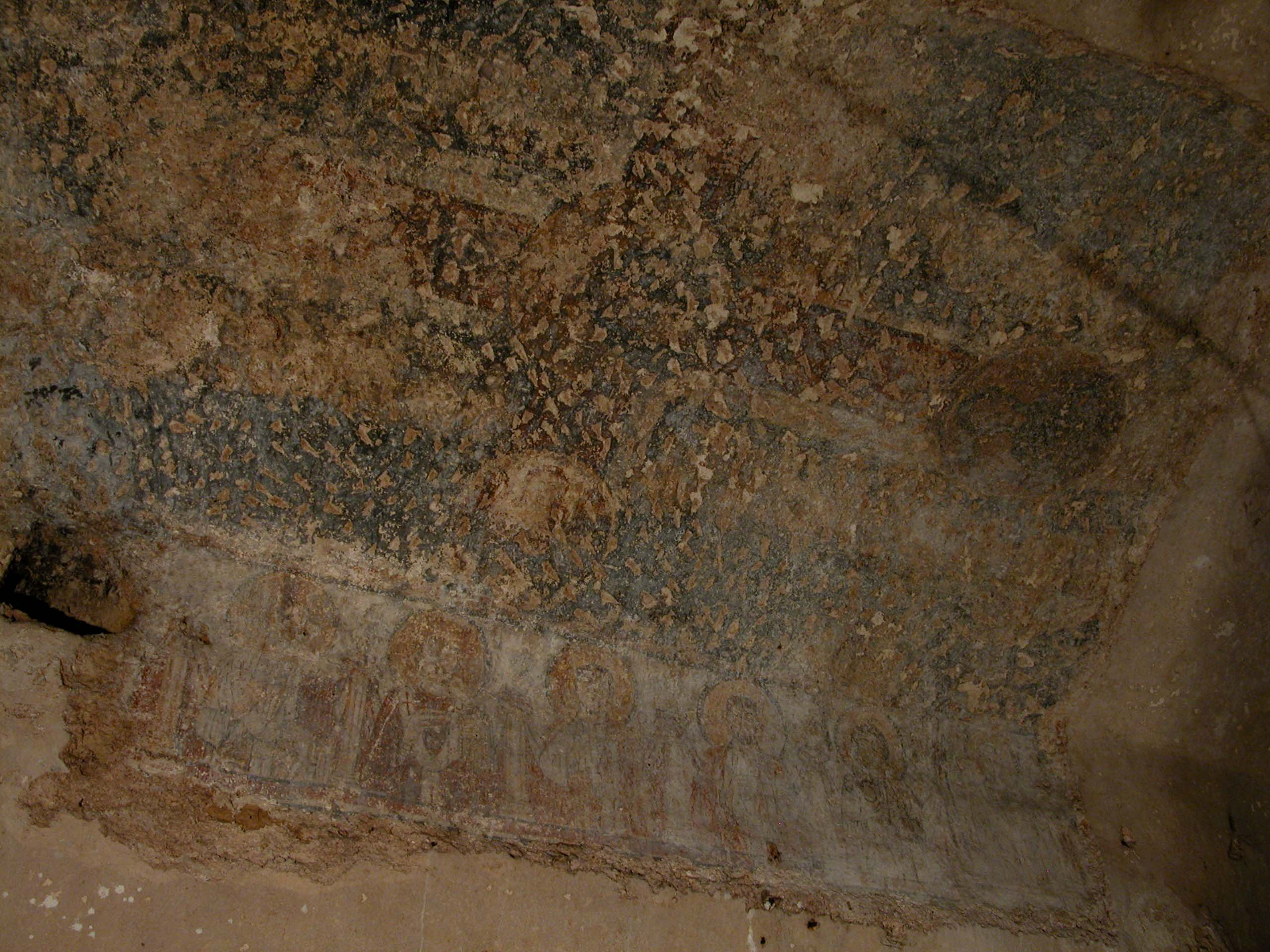
La fresque des quarante martyrs de Sébaste avant restauration.
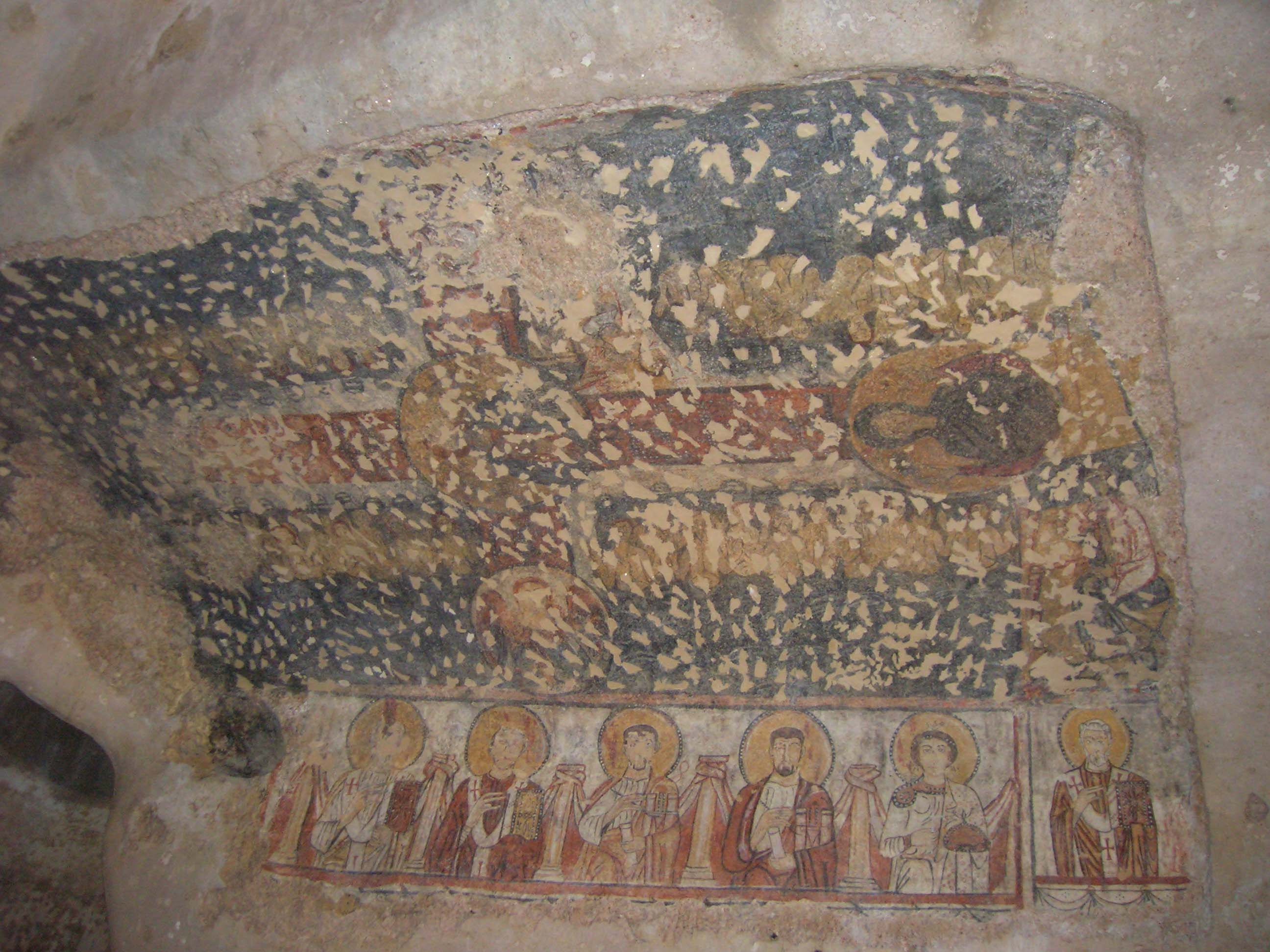
La fresque des quarante martyrs de Sébaste après restauration.